# 2016 في الجزائر
فيما يلي قوائم الأحداث التي وقعت خلال عام 2016 في الجزائر.

## الحكومة
- الرئيس: عبد العزيز بوتفليقة منذ 2014
- الوزير الأول في الحكومة : عبد المالك سلال (الرابعة ثم الخامسة)

## أحداث
- 4 يناير – تدشين المركز الوطني للتكافؤ البيولوجي الأول في الجزائر، لمجموعة صيدال من قبل وزير الصناعة والمناجم، عبد السلام بوشوارب.[1]
- 7 فبراير – صادق البرلمان على تعديل دستور الجزائر 1996
- 11 يونيو – تشكيل الحكومية الجديدة برئاسة عبد المالك سلال

## رياضة
- 1 يناير – الجزائر في الألعاب الأولمبية الصيفية 2016
- 1 يناير – الجزائر في الألعاب البارالمبية الصيفية 2016

## برامج ومسلسلات وأنمي
- إفتح قلبك

### يناير
- 1 يناير – محمد الشريف قاهر (مواليد 1933)
- 26 يناير – محمد الصغير مصطفاي (مواليد 1926) – محافظ بنك الجزائر

- 8 مارس – محمد علاق عداء وبطل بارالمبي جزائري (مواليد 1974)

### أبريل
- 5 أبريل – محمد السعيد معزوزي (مواليد 1924) سياسي جزائري.

### يونيو
- 2 يونيو – عبد الرحمن مزياني (مواليد 1942) لاعب كرة قدم جزائري.
- 27 يونيو – محمد سليم رياض (مواليد 1932) مخرج أفلام جزائري.

### يوليو
- 28 يوليو – بوعلام بسايح (مواليد 1930) سياسي جزائري.

### سبتمبر
- 16 سبتمبر - حميد ناصر خوجة (مواليد 1953) كاتب وشاعر وأكاديمي جزائري.

### نوفمبر
- 12 نوفمبر – مالك شبل (مواليد 1953)
- 30 نوفمبر – أعمر الزاهي (مواليد 1941)

### ديسمبر
- 7 ديسمبر – محمد الطاهر الفرقاني (مواليد 1928) موسيقي جزائري.